# Aterica theophane
Aterica theophane är en fjärilsart som beskrevs av Carl Heinrich Hopffer 1855. Aterica theophane ingår i släktet Aterica, och familjen praktfjärilar. Inga underarter finns listade.